# 开利开尔县

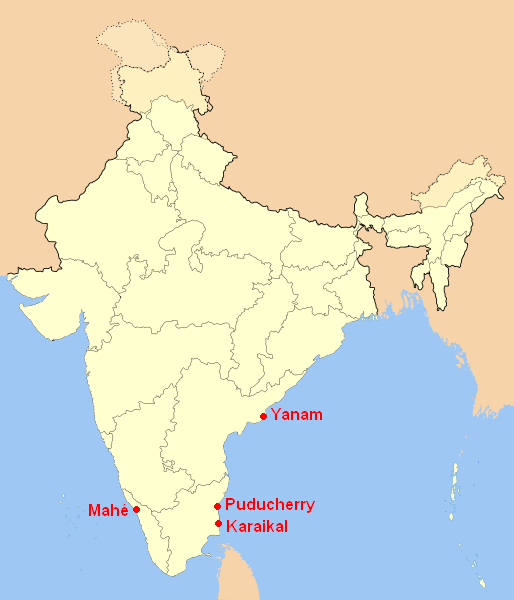
卡来卡縣在印度的位置（最南的紅點）

开利开尔县是印度本地治里联邦属地中四县之一。总面积161平方公里，2001年人口170,640。历史上，它是法属印度的一块飞地，后来与亚南、马埃、本地治里一起组成本地治里联邦属地。在2004年印度洋大地震中，该地至少有500人死亡。它的海滩是旅游首选地。县治开利开尔。

## 外部連結
- 縣政府網站